# Stazione meteorologica di Isola Rossa
La stazione meteorologica di Isola Rossa (Ile Rousse) è la stazione meteorologica di riferimento per l'Organizzazione Mondiale della Meteorologia relativa alla città di Isola Rossa (Ile Rousse) lungo la costa nord-occidentale della Corsica (in francese: Station météorologique de l'Ile Rousse, in corso: Stazioni meteurologhjca di l'Isula Rossa). 

## Coordinate geografiche
La stazione meteo si trova in Corsica, presso il faro di Isola Rossa, a un'altezza di 153 metri s.l.m. e alle coordinate geografiche 42°37′58″N 8°55′01″E.

## Dati climatologici 1981-2010
In base alla media trentennale 1981-2010, effettivamente calcolata a partire dal 1988, la temperatura media del mese più freddo, gennaio, si attesta a +10,2 °C; quella del mese più caldo, agosto, è di circa +24,6 °C. Mediamente si contano annualmente 10,7 giorni con temperatura massima eguale o superiore ai 30 °C e 0,5 giorni di gelo.
Le precipitazioni medie annue sono di 455,6 mm, mediamente distribuite in 52 giorni di pioggia, con un picco in autunno ed un minimo tra metà primavera ed inizio autunno, molto accentuato nella stagione estiva, oltre ad un minimo secondario invernale.
| Isola Rossa (1981-2010)         | Mesi | Mesi | Mesi | Mesi | Mesi | Mesi | Mesi | Mesi | Mesi | Mesi | Mesi | Mesi | Stagioni | Stagioni | Stagioni | Stagioni | Anno  |
| Isola Rossa (1981-2010)         | Gen  | Feb  | Mar  | Apr  | Mag  | Giu  | Lug  | Ago  | Set  | Ott  | Nov  | Dic  | Inv      | Pri      | Est      | Aut      | Anno  |
| ------------------------------- | ---- | ---- | ---- | ---- | ---- | ---- | ---- | ---- | ---- | ---- | ---- | ---- | -------- | -------- | -------- | -------- | ----- |
| T. max. media (°C)              | 12,3 | 12,8 | 14,8 | 17,0 | 21,1 | 24,7 | 27,2 | 27,4 | 24,3 | 20,9 | 16,3 | 13,3 | 12,8     | 17,6     | 26,4     | 20,5     | 19,3  |
| T. min. media (°C)              | 8,1  | 8,1  | 9,7  | 11,3 | 15,2 | 18,6 | 21,4 | 21,7 | 18,9 | 16,0 | 11,8 | 9,0  | 8,4      | 12,1     | 20,6     | 15,6     | 14,2  |
| Giorni di calura (Tmax ≥ 30 °C) | 0    | 0    | 0    | 0    | 0,4  | 1,6  | 4,3  | 3,8  | 0,5  | 0,1  | 0,0  | 0,0  | 0,0      | 0,4      | 9,7      | 0,6      | 10,7  |
| Giorni di gelo (Tmin ≤ 0 °C)    | 0,2  | 0,2  | 0,1  | 0,0  | 0,0  | 0,0  | 0,0  | 0,0  | 0,0  | 0,0  | 0,0  | 0,0  | 0,4      | 0,1      | 0,0      | 0,0      | 0,5   |
| Precipitazioni (mm)             | 24,6 | 34,4 | 38,8 | 51,9 | 30,9 | 30,0 | 9,4  | 8,2  | 36,1 | 61,6 | 92,1 | 37,6 | 96,6     | 121,6    | 47,6     | 189,8    | 455,6 |
| Giorni di pioggia               | 3    | 5    | 5    | 6    | 4    | 3    | 1    | 1    | 4    | 6    | 9    | 5    | 13       | 15       | 5        | 19       | 52    |

## Temperature estreme mensili dal 1988 ad oggi
Nella tabella sottostante sono riportate le temperature massime e minime assolute mensili, stagionali ed annuali dal 1988 ad oggi, con il relativo anno in cui queste sono state registrate. La massima assoluta del periodo esaminato di +39,6 °C è del luglio 1993, mentre la minima assoluta di -1,3 °C è del dicembre 1996.
| Isola Rossa (1988-2023) | Mesi        | Mesi        | Mesi        | Mesi        | Mesi        | Mesi        | Mesi        | Mesi        | Mesi        | Mesi        | Mesi        | Mesi        | Stagioni | Stagioni | Stagioni | Stagioni | Anno |
| Isola Rossa (1988-2023) | Gen         | Feb         | Mar         | Apr         | Mag         | Giu         | Lug         | Ago         | Set         | Ott         | Nov         | Dic         | Inv      | Pri      | Est      | Aut      | Anno |
| ----------------------- | ----------- | ----------- | ----------- | ----------- | ----------- | ----------- | ----------- | ----------- | ----------- | ----------- | ----------- | ----------- | -------- | -------- | -------- | -------- | ---- |
| T. max. assoluta (°C)   | 20,8 (2016) | 22,2 (2020) | 27,9 (2016) | 29,3 (2012) | 32,2 (2008) | 36,5 (2006) | 39,6 (1993) | 36,9 (2003) | 35,2 (1998) | 31,3 (2019) | 25,2 (2011) | 25,2 (1989) | 25,2     | 32,2     | 39,6     | 35,2     | 39,6 |
| T. min. assoluta (°C)   | −1,0 (1993) | −0,9 (2018) | −1,1 (2005) | 2,5 (2022)  | 5,6 (2019)  | 9,1 (2006)  | 13,3 (2000) | 15,8 (2005) | 10,8 (2007) | 4,7 (1997)  | 1,1 (1998)  | −1,3 (1996) | −1,3     | −1,1     | 9,1      | 1,1      | −1,3 |